# Павловская 1-я
 Павловская 1-я  — деревня в Афанасьевском районе Кировской области в составе Ичетовкинского сельского поселения.

## География
Расположена на расстоянии примерно 23 км на восток от райцентра поселка Афанасьево.

## История
Была известна с 1905 года как починок Верх-Кирьяйское или Павловское, Коньково и Минькин на 9 дворов и 41 жителя, в 1926 (починок Павловский) 6 и 41, в 1950 6 и 16. Современное название утвердилось с 1978 года.

## Население
| 2010 |
| ---- |
| 0    |

Постоянное население составляло 7 человек (русские 100 %) в 2002 году, 0 в 2010.